# Karscino
Karścino [karɕˈt͡ɕEnɔ] (alemán Kerstin) es un pueblo ubicado en el distrito administrativo de Gmina Karlino, dentro del Condado de Białogard, Voivodato de Pomerania Occidental, en el norte de Polonia occidental. Se encuentra aproximadamente a 7 kilómetros al oeste de Karlino, a 15 kilómetros al noroeste de Białogard, y a 106 kilómetros del noreste de la capital regional Szczecin.
Antes de 1945, el área era parte de Alemania. Para la historia de la región, vea Historia de Pomerania.
El pueblo tiene una población de 372 habitantes (2007).
El Molino de Viento de Karscino de 90 megawatts, está localizado cerca del pueblo.